# Авария (фильм, 1997)
«Авария» (англ. Breakdown) — триллер американского режиссёра Джонатана Мостоу, в духе известных фильмов «Попутчик» и «Дуэль». Картина была номинирована на премию «Сатурн» в категориях «Лучший приключенческий фильм» и «Лучший актёр второго плана» за игру Джея Ти Уолша. Фильм занял 82 место в списке 101 лучшего экшен-фильма по версии сайта TimeOut.

## Сюжет
Семейная пара Джеффа и Эми Тейлоров переезжает из Бостона в Сан-Диего, следуя по пустынной дороге на Западе США. Увлекшись разговором, они едва избегают столкновения с незаметно выехавшим на дорогу с просёлочной дороги пикапом. Остановившись на заправке, Джефф пересекается с водителем пикапа — задирой, презирающим городских жителей, но отказывается вступать с ним в конфликт. Тэйлоры продолжают путь, но их Grand Cherokee ломается, и они вынуждены остановиться. Пикап проносится мимо них на большой скорости, но почему-то останавливается в нескольких сотнях метров. Через некоторое время рядом с ними останавливается проезжавшая мимо фура. Её водитель Рэд, после безрезультатной попытки починить машину супругов, предлагает подбросить их до ближайшего населённого пункта. Джефф вежливо отказывается, но не возражает, если Эми поедет вместе с Рэдом в городок, чтобы вызвать автоэвакуатор. Некоторое время спустя Джеффу всё-таки удаётся завести двигатель. Он приезжает в посёлок, но выясняется, что Эми там не появлялась и никто из местных её не видел.
Совершенно случайно на одной из дорог Джефф замечает тот самый грузовик, который подрезает и принудительно останавливает. Однако водитель Рэд утверждает, что видит Джеффа впервые и что никакую женщину на дороге он не подсаживал. Проезжавший мимо шериф по просьбе Джеффа обыскивает грузовик, но не найдя ничего подозрительного, отпускает Рэда. Джефф делает заявление о пропаже жены в местный полицейский участок и возвращается в посёлок. Хозяин кафе по-прежнему утверждает, что не видел жену Джеффа, а когда последний просит показать счета посетителей, тот выхватывает револьвер и выгоняет взбешённого мужчину на улицу, где местный умственно отсталый парень Билли говорит ему, что видел, куда увезли его жену.
Джефф следует в указанном направлении, но вскоре на дороге его начинает преследовать тот самый пикап, который загоняет мужчину в тупик. Из пикапа выходит вооружённый винтовкой задира с заправки. Спасаясь, Джефф направляет автомобиль прямо в реку. Машина тонет, и мужчине приходится спасаться вплавь под пулями преследователя. Добравшись до берега, он прячется в лесу и видит, как двое мужчин поднимают его автомобиль из реки с помощью лебёдки и закатывают в фургон. Неожиданно Билли, который лишь притворялся умственно-отсталым, оглушает Джеффа ударом приклада. Через неопределённое время Тейлор приходит в себя в багажнике какого-то автомобиля, и похитители, главарём которых является Рэд, начинают вымогать у него 90 000 долларов. У Джеффа нет таких денег, но по какой-то причине грабители считают иначе (ранее Эми купила пончики, на которых было написано о лотерее с главным призом в 90 000). Вымогатели отправляют Джеффа в местный банк в пустынном городишке под угрозой убийства Эми. Там Джефф снимает со счёта имеющиеся у него пять с лишним тысяч в долларовых купюрах, и тот самый задира по имени Эрл, связав руки Джеффа скотчем, увозит его в неизвестном направлении. По пути Эрл выясняет, что в пачке только однодолларовые купюры, и начинает избивать Джеффа, но тот атакует бандита украденным в банке ножом для писем и выясняет, куда тот должен был его отвезти. В перестрелке с остановившим пикап шерифом гибнут он сам и Эрл, а Джефф отправляется на поиски Рэда.
Выследив Рэда на стоянке, Джефф тайком пробирается в его грузовик, который приезжает на ферму, где злоумышленники хранят похищенные у других своих жертв ценности. Спрятавшись на чердаке сарая, Джефф видит,  как трое бандитов запирают завернутую в мешок Эми в подвале. Достав пистолет Рэда из бардачка, Джефф нападает на бандитов в хозяйском доме. Билли удается сбежать, а Джефф освобождает Эми и запирает Рэда с семьёй и сообщниками в том же подвале. Паре удаётся захватить один из автомобилей бандитов и выехать с фермы. Билли освобождает сообщников, и все трое бандитов устремляются в погоню, в ходе которой двое из них (Эл и Билли) погибают. Рэд на грузовике настигает машину беглецов. Обе машины повисают на краю моста, связывающего две стороны глубокой пропасти. Джефф и Рэд вступают в драку, и Джеффу с большим трудом удаётся сбросить Рэда на дно пропасти. Минуту спустя Тэйлоры, сняв грузовик с удерживавшего его тормоза, сбрасывают его на дно ущелья прямо на распластанное на камнях тело еле живого Рэда.

## В ролях
- Курт Рассел — Джеф Тейлор
- Дж. Т. Уолш — Рэд Барр
- Кэтлин Куинлан — Эми Тейлор
- Майк Гейни — Эрл
- Джек Ноусуорти — Билли
- Рекс Линн — шериф Бойд
- Рич Бринкли — Эл

## Съёмочная группа
- Режиссёр Джонатан Мостоу
- Продюсеры: Дино Де Лаурентиис, Марта Де Лаурентиис
- Сценаристы: Джонатан Мостоу, Сэм Монтогмери
- Оператор: Даглас Милсам
- Композитор: Бэзил Поледурис